# ㅐ
ㅐ (reviderad romanisering: ae, hangul: 애) är en av elva diftonger i det koreanska alfabetet. Det är en kombination av ㅏ och ㅣ.